# إيفان هورفات
إيفان هورفات (بالكرواتية: Ivan Horvat)‏ هو منافس ألعاب قوى كرواتي، ولد في 17 أغسطس 1993 في أوسييك في كرواتيا.

## وصلات خارجية
- إيفان هورفات على موقع الاتحاد الدولي لألعاب القوى (الإنجليزية)
- إيفان هورفات على موقع اللجنة الأولمبية الدولية (الإنجليزية)
- إيفان هورفات على موقع أوليمبيديا (الإنجليزية)
- إيفان هورفات على موقع اللجنة الأولمبية الكرواتية (مؤرشف) (الكرواتية)